# Anastasija Petryk
Anastasija Ihorivna "Nastya" Petryk (ukrainsk: Анастасі́я Іго́рівна "Настя" Пе́трик; født 4. maj 2002) er en ukrainsk børnesanger.

## Liv og arbejde
I 2009, i en alder af 7, optrådte Anastasija Petryk i anden sæson af Ukraine's Got Talentsammen med hendes storesøster Viktoria "Vika" Petryk, som repræsenterede Ukraine i Junior Eurovision Song Contest 2008, og endte på en 2. plads. Selvom Anastasija kun støttede sin søster backstage, inviterede dommerne hende til at synge en sang sammen med Victoria. Efter at have sunger I Love Rock 'N' Roll, blev de begge inviteret til at deltage i showet sammen, hvorefter de nåede semifinalen. Samme år vandt hun førstepræmien i "Moloda Halychyna" og andenpræmien i "Black Sea Games 2009".
I 2010, under den internationale musikkonkurrence "New Wave Junior 2010" i Artek, Ukraine, vandt Anastasija førstepladsen i den yngre aldersgruppe (8 til 12 åt). Viktoria fik førstepræmien i den ældre aldersgruppe.
I 2012, vandt Petryk Junior Eurovision Song Contest 2012 med sangen "Nebo". Hun satte en rekord for den største vindermargin i Junior Eurovision da hun fik 35 flere point end 2.-pladsen. Derudover er hun også den musiker der har modtaget den største procentdel af stemmerne.

## Diskografi

### Singler
- Nebo (2012)